# Chirostylidae
Chirostylidae is een familie van kreeftachtigen uit de klasse van de Malacostraca (hogere kreeftachtigen).

## Geslachten
- Chirostylus Ortmann, 1892
- Gastroptychus Caullery, 1896
- Hapaloptyx Stebbing, 1920
- Ptychogaster A. Milne Edwards, 1880
- Uroptychodes Baba, 2004
- Uroptychus Henderson, 1888